# H55-paviljongen

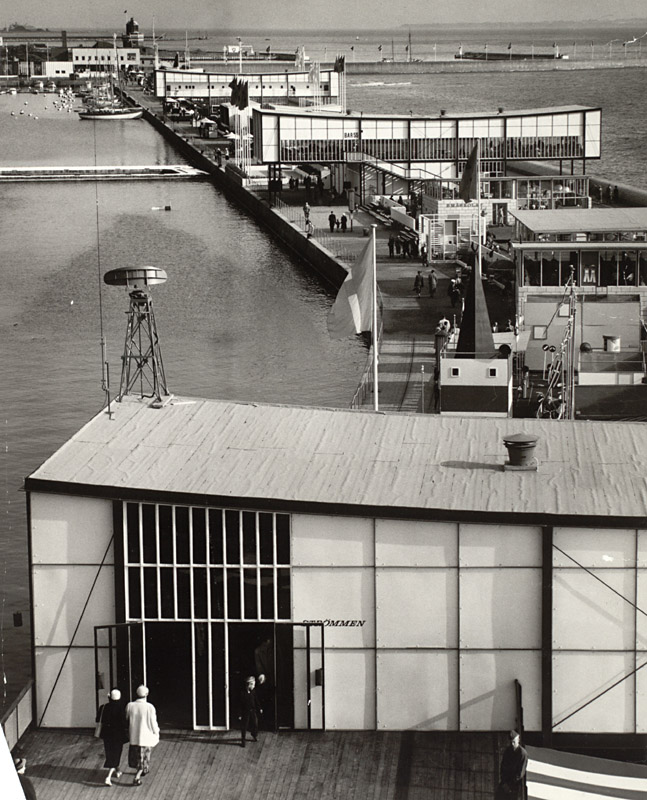
Paviljonernas ursprungliga placering på Parapeten under H55-utställningen.

H55-paviljongen är en byggnad i Helsingborg som har sitt ursprung i en av de tre paviljonger som ritades till Helsingborgsutställningen 1955, H55, av arkitekten Carl-Axel Acking. 

## Beskrivning
Paviljongerna var under utställningen placerade tvärs över Parapeten i Norra hamnen, i öst-västlig riktning, med sina kortsidor ut mot sundet respektive in mot staden och en på längden utkragande övervåning som vilade på pelare ut över kajpromenaden. På så sätt kunde utställningsbesökare passera under byggnaderna. De tre paviljongerna hade mindre individuella skillnader, men i huvuddrag var långsidorna klädda med vitlackerade plåtar, på sina platser uppbrutna av fönstersektioner av varierad utformning. Övervåningarnas kortsidor var helt uppglasade, vilket gav riktade vyer mot staden i öster och Öresund i väster. Paviljongerna var utförda i enkla konstruktioner och efter utställningen monterades de ner. 
Till H99-utställningen fann man rester av en av paviljongerna hos en skrothandlare och med hjälp av dessa kunde man uppföra en kopia av paviljongen inför utställningen, med ritningar av Tangram Arkitekter. Replikan placerades dock på en annan plats och överspände därför inte Parapeten som sina föregångare. Istället var den placerad nordöst om Restaurang Parapeten, vid den del av Norra hamnen som kallas Cityhamnens södra ände. Efter H99 har byggnaden bland annat fungerat som utställningspaviljong, till exempel för utställningen "ALLRUM – från H55 till H05" under designåret 2005. Paviljongen hyrs sedan dess ut av Helsingborgs stad som konferens- alternativt festlokal.

## Bildgalleri

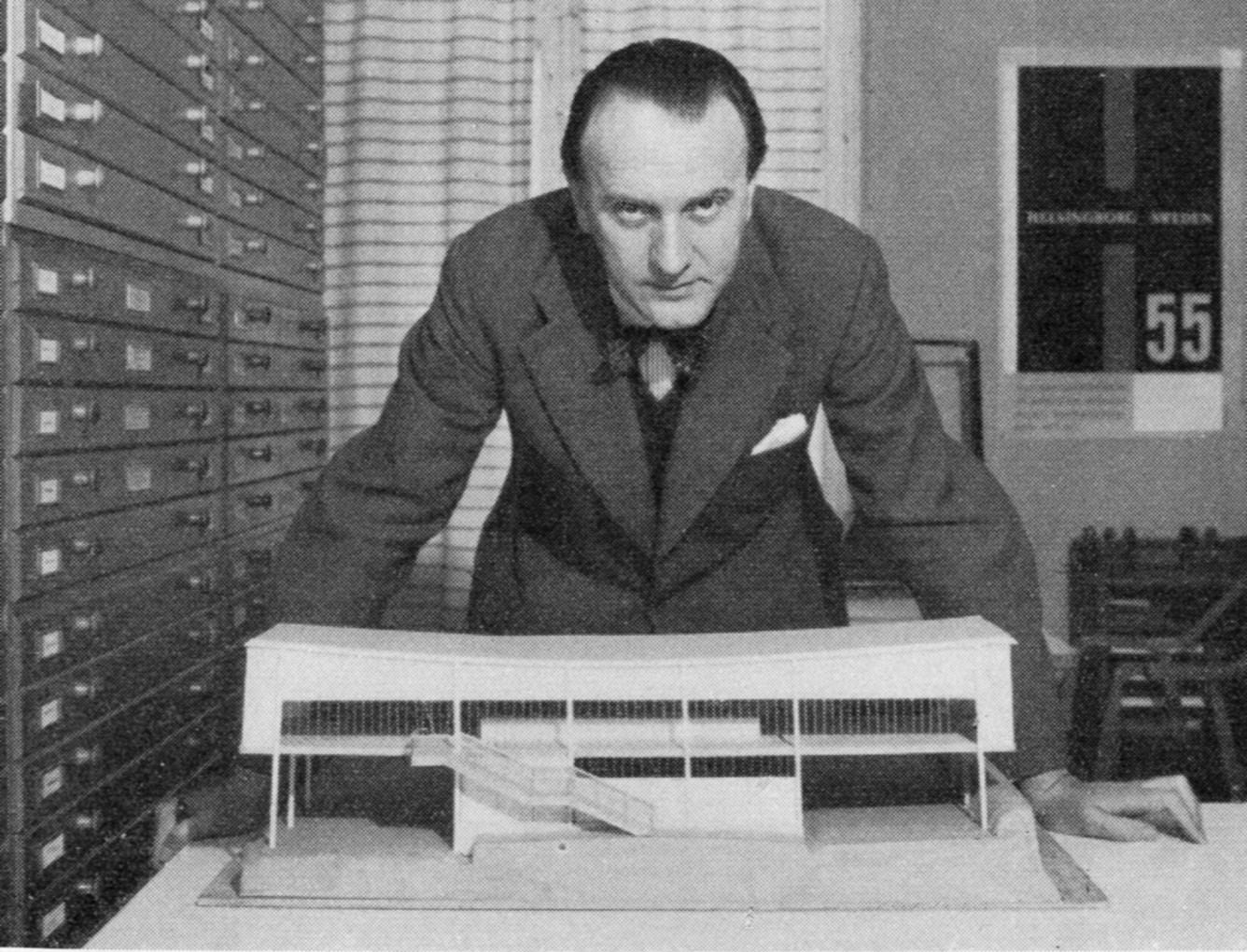
Carl-Axel Acking med modellen 1955.
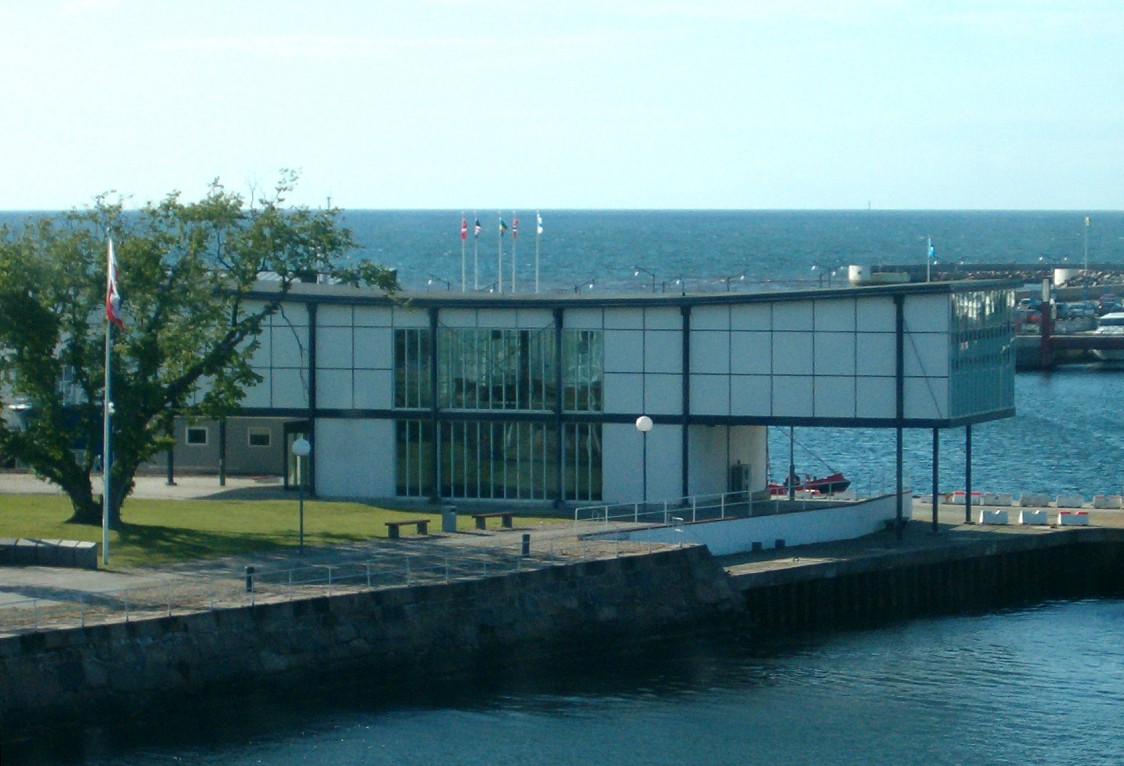
Paviljongen på sin nuvarande placering.
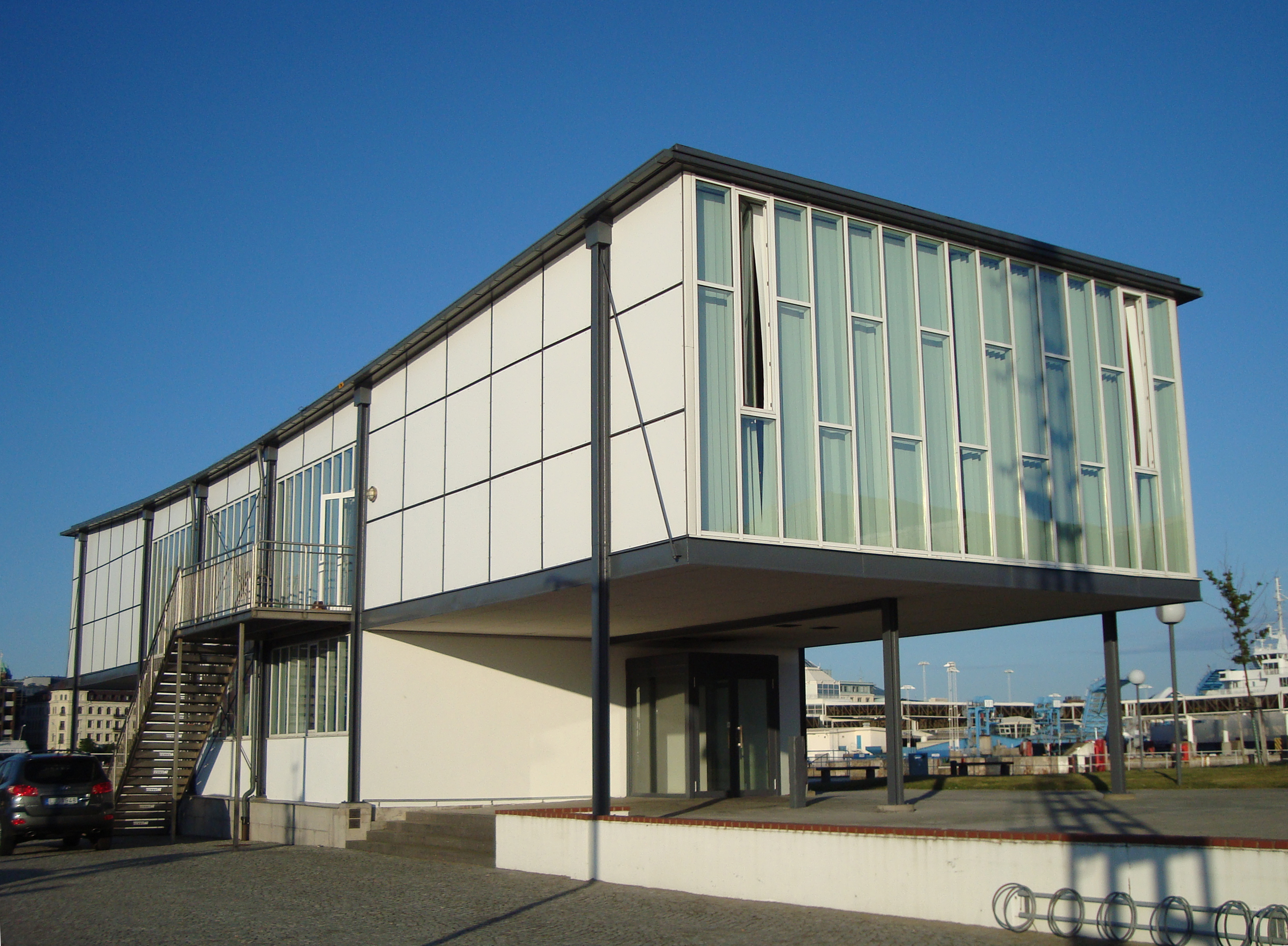
Paviljongen från nordväst.